# Detrito orgânico
Detritos orgânicos ou resíduos orgânicos são sobras de animais ou vegetais (origem biológica) que não têm mais utilidade na atividade em que estavam inseridos. Têm origens diversas tais como os restos dos processados industriais, os alimentos consumidos em restaurantes e residências, fezes, cadáveres, etc.. Esses materiais podem gerar grandes problemas se não forem adequadamente tratados (doenças, por exemplo). No entanto, com o uso de técnicas adequadas, seu risco pode ser contido, além de transformarem-se em adubo, por exemplo, para uso na fertilização do solo.